# Чуй ме
„Чуй ме“ (на турски: Duy Beni) е турски драматичен, романтичен и младежки телевизионен сериал, по сценарий на Макбуле Косиф. Първият епизод е излъчен на 7 юли 2022 г. Сериалът е продуциран от Süreç Film, режисиран е от Али Балджъ. Сценаристи са Макбуле Косиф и Зафер Йозел Четинел. Главните роли се играят от Берк Хакман, Еге Кьокенли, Рабия Сойтюрк, Джанер Топчу и Сюмейе Айдоан. Сериалът приключва  с 20-ти епизод, излъчен на 17 ноември 2022 г.

## Актьорски състав
- Берк Хакман – Селим Бендер
- Еге Кьокенли – Бахар Айдън
- Рабия Сойтюрк – Еким Гюлерюз
- Джанер Топчу – Канат Гюнай
- Сюмейе Айдоан – Мелиса Герчек
- Хелин Кандемир – Лейля Ертенер
- Бурак Джан – Азиз Гюнай
- Дурул Базан – Фикрет Тосун
- Мурат Далтабан – Ръза Гюнай
- Taха Бора Eлкоджа – Бекир Каплан
- Фериде Четин – Неше Гюлерюз
- Айтач Ушун – Халил Каплан
- Утку Джошкун – Озан Йълмаз
- Гьокче Гюнеш Доурусьоз – Айше Караджа
- Meлтем Aкчьол – Хазал Демир
- Йелиз Aккая – Суна Гюнай
- Eлиф Чакман – Хатидже Караджа
- Бедир Бедир – Седат Караджа
- Ибрахим Йълдъз – Даахан Кара
- Хамди Алп – Селчук
- Алпер Атак – Сюлейман Герчек
- Дилара Сюмбюл – Едже Ай
- Ясмин Беркиш – Наз Дуру
- Сена Генчтюрк – Джейда Астан
- Джемре Йозшишман – Емине Сакан
- Иззет Юксек – Ориджинал
- Бедиа Енер – Шюкран Ертенер
- Уфук Йозкан – Дервиш Демир
- Mиро Гереде Eркая – Атеш Атаханлъ
- Tууба Улуай – Беркай Гайе Тюркмен

## Сюжет
Еким и Лейля са най-добри приятелки още от деца. Те учат в обикновено държавно училище. Една сутрин ужасен инцидент преобръща живота на двете момичета завинаги. Докато отива на училище, Лейля е блъсната от кола, чийто шофьор носи маска на клоун. Заради катастрофата Лейля остава инвалид. Смята се, че човекът, блъснал Лейля, е ученик в елитно училище, затова директорът на училището решава да даде стипендии на три деца от квартала като компенсация. В новото училище децата се сблъскват с много проблеми и разбират, че елитните училища не са това, което изглеждат.

## Излъчване
| Сезон | Епизоди | Начало на сезона | Край на сезона  | Всички епизоди | ТВ сезон | ТВ Канал | Дата и час        |
| ----- | ------- | ---------------- | --------------- | -------------- | -------- | -------- | ----------------- |
| 1     | 20      | 7 юни 2022       | 17 ноември 2022 | 1 – 20         | 2022     | Star TV  | четвъртък (20:00) |

## Излъчване в България
| Сезон | Епизоди | Начало на сезона    | Край на сезона | Всички епизоди | ТВ сезон    | Ден и час на излъчване | ТВ канал  |
| ----- | ------- | ------------------- | -------------- | -------------- | ----------- | ---------------------- | --------- |
| 1     | 42      | 16 декември 2023 г. | 5 май 2024 г.  | 1 – 42         | 2023 – 2024 | всеки уикенд (20:00)   | bTV Story |

На 7 юли 2023 г. сериалът стартира на платформата на bTV Voyo. На 16 декември 2023 г. сериалът започва излъчване по bTV Story в събота и неделя от 20:00 часа и завършва на 5 май 2024 г. На 23 септември стартира повторение по bTV Story, всеки делничен ден от 23:00 часа и завършва на 23 декември. Ролите се озвучават от Гергана Стоянова, Елена Бойчева, Мими Йорданова, Станислав Димитров, Светломир Радев. Дублажът е записан в студио Медиа Линк.